# Rejon rówieński
Rejon rówieński (ukr. Рівненський район) – rejon na Ukrainie, w obwodzie rówieńskim, z siedzibą w Równem. Powierzchnia wynosi 7216,6 km² (36% powierzchni obwodu), liczba ludności wynosi 632,4 tys. osób (2020).
Rejon składa się z 26 hromad terytorialnych.
Rejon został utworzony 19 lipca 2020 roku decyzją Rady Najwyższej o przeprowadzeniu reformy administracyjno-terytorialnej Ukrainy. W jego skład weszły dotychczasowe rejony:

- rejon rówieński (1940—2020),
- ostrogski,
- berezieński,
- zdołbunowski,
- korzecki,
- kostopolski,
- hoszczański.